# Skye Moench
Skye Moench (1988) es una deportista estadounidense que compite en triatlón. Ganó dos medallas en el Campeonato Europeo de Ironman, oro en 2019 y plata en 2023.

## Palmarés internacional
| Campeonato Europeo | Campeonato Europeo   | Campeonato Europeo | Campeonato Europeo |
| Año                | Lugar                | Medalla            | Prueba             |
| ------------------ | -------------------- | ------------------ | ------------------ |
| 2019               | Fráncfort (Alemania) | Medalla de oro     | Individual         |
| 2023               | Fráncfort (Alemania) | Medalla de plata   | Individual         |